# Lanier Bartlett
Lanier Bartlett (Oakland, 23 novembre 1879 – Contea di Orange, 24 giugno 1961) è stato uno sceneggiatore e scrittore statunitense attivo fin dagli anni dieci, all'epoca del muto.

## Filmografia
- The Schoolmaster of Mariposa, regia di Francis Boggs - cortometraggio (1910)
- The Curse of the Redman, regia di Francis Boggs -  cortometraggio (1911)
- In Old California When the Gringos Came, regia di Francis Boggs - cortometraggio (1911)
- The Profligate, regia di Francis Boggs - cortometraggio (1911)
- Kit Carson's Wooing, regia di Francis Boggs - cortometraggio (1911)
- How They Stopped the Run on the Bank, regia di Otis Turner - cortometraggio (1911)
- The Bandit's Mask, regia di Frank Montgomery - cortometraggio (1912)
- Bunkie, regia di Hobart Bosworth - cortometraggio (1912)
- The Shrinking Rawhide, regia di Frank Montgomery - cortometraggio (1912)
- The Junior Officer, regia di Frank Montgomery - cortometraggio (1912)
- The Hand of Fate, regia di Frank Montgomery - cortometraggio (1912)
- The New Woman and the Lion, regia di Colin Campbell - cortometraggio (1912)
- A Humble Hero, regia di Frank Montgomery - cortometraggio (1912)
- The Love of an Island Maid, regia di Colin Campbell - cortometraggio (1912)
- The Professor's Wooing, regia di Colin Campbell - cortometraggio (1912)
- In Exile, regia di Fred Huntley - cortometraggio (1912)
- The Lake of Dreams, regia di Fred Huntley - cortometraggio (1912)
- The Little Indian Martyr, regia di Colin Campbell - cortometraggio (1912)
- Sergeant Byrne of the Northwest Mounted Police, regia di Colin Campbell - cortometraggio (1912)
- The Indelible Stain, regia di Colin Campbell - cortometraggio (1912)
- The Great Drought, regia di Colin Campbell - cortometraggio (1912)
- The Fisherboy's Faith, regia di Colin Campbell - cortometraggio (1912)
- The Vintage of Fate, regia di Lem B. Parker - cortometraggio (1912)
- The Girl of the Mountain, regia di Harry McRae Webster - cortometraggio (1912)
- Sammy Orpheus; or, The Pied Piper of the Jungle, regia di Colin Campbell - cortometraggio (1912)
- The Little Organ Player of San Juan, regia di Colin Campbell - cortometraggio (1912)
- Greater Wealth, regia di Colin Campbell - cortometraggio (1913)
- The Flaming Forge, regia di Colin Campbell - cortometraggio (1913)
- Vengeance Is Mine, regia di Colin Campbell - cortometraggio (1913)
- The Burglar Who Robbed Death, regia di Lem B. Parker - cortometraggio (1913)
- In the Long Ago, regia di Colin Campbell - cortometraggio (1913)
- John Bousall of the U.S. Secret Service, regia di E.A. Martin - cortometraggio (1913)
- Hope, regia di Colin Campbell - cortometraggio (1913)
- Mounted Officer Flynn, regia di Fred Huntley - cortometraggio (1913)
- The Master of the Garden, regia di Colin Campbell - cortometraggio (1913)
- Tested by Fire, regia di Fred Huntley - cortometraggio (1914)
- The Tragedy of Ambition, regia di Colin Campbell - cortometraggio (1914)
- The Spoilers, regia di Colin Campbell (1914)
- The Mother Heart, regia di Colin Campbell - cortometraggio (1914)
- The Story of the Blood Red Rose, regia di Colin Campbell - cortometraggio (1914)
- Further Adventures of Sammy Orpheus, regia di Tom Santschi - cortometraggio (1915)
- The Rosary, regia di Colin Campbell (1915)
- Ebb Tide, regia di Colin Campbell - cortometraggio (1915)
- Youth, regia di Harry Handworth - cortometraggio (1915)
- Just as I Am, regia di Colin Campbell - cortometraggio (1915)
- The Ne'er Do Well, regia di Colin Campbell (1916)
- The Devil-in-Chief, regia di Colin Campbell - cortometraggio (1916)
- Jim Grimsby's Boy
- The Crisis, regia di Colin Campbell (1916)
- A Gamble in Souls
- Princess of the Dark
- The Love of Madge O'Mara, regia di Colin Campbell - cortometraggio (1917)
- Her Heart's Desire, regia di Colin Campbell - cortometraggio (1917)
- The Man Above the Law
- Madame Sphinx
- Marked Cards
- Tongues of Flame
- The Servant in the House
- The Arizona Streak
- La sferzata
- Gun to Gun